# Случай с «Баралонгом»

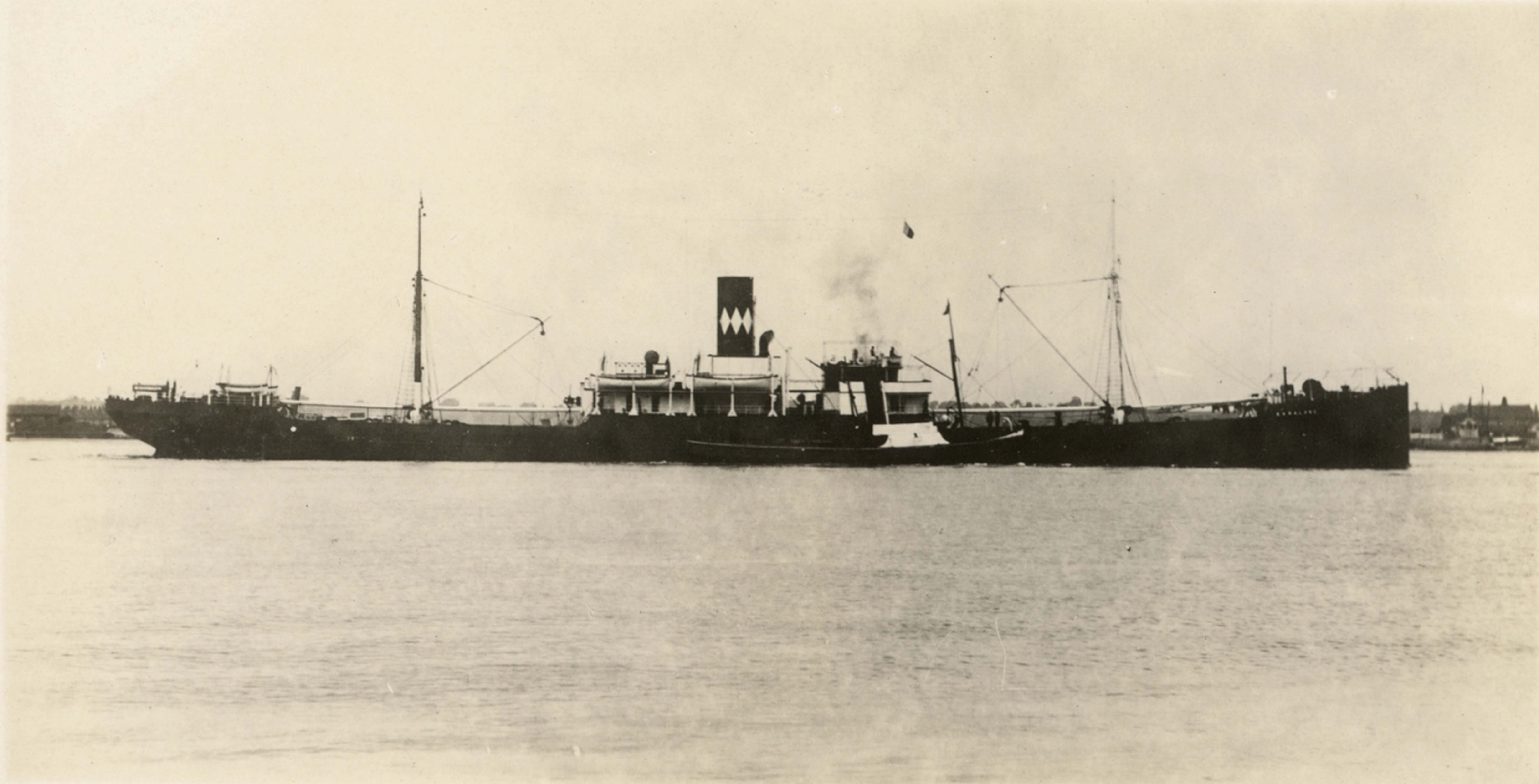
«Баралонг»

Случай с «Баралонгом» — потопление 19 августа 1915 года британским судном-ловушкой «Баралонг» (англ. HMS Baralong), шедшим под американским флагом, немецкой подводной лодки U-27.

## Описание происшествия

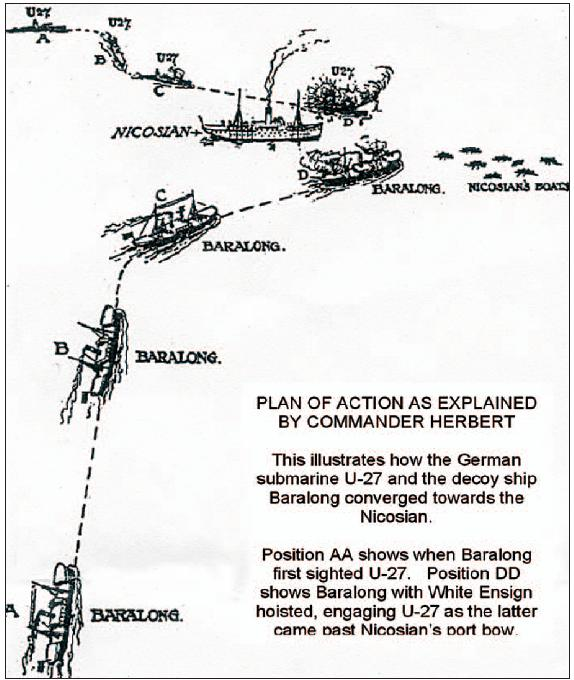
Схема боя, составленная командиром «Баралонга»

19 августа 1915 года британское судно-ловушка «Баралонг» (англ. HMS Baralong), шедшее под американским флагом, атаковало немецкую подводную лодку U-27, которой командовал Бернард Вегенер (в 1914 году потопивший легкий крейсер «Гермес»). Застигнутая вражеским огнём врасплох, лодка достаточно быстро затонула с большей частью экипажа. Но 11 подводников, в том числе командир лодки, бросились в воду и добрались вплавь до парохода «Никозиан» (Nicosian), который был остановлен подводной лодкой накануне появления судна-ловушки. Пять человек, включая Вегенера, поднялись на борт парохода и спрятались в его трюме. Шестеро остальных уцепились руками за фал, свисавший с борта судна в воду. Заметив происходящее, «Баралонг» направился к «Никозиэну». В это время старший лейтенант Годфри Херберт, командир «Баралонга», наблюдавший за этой сценой, посчитал, что немцы собираются захватить «Никозиэн», и отдал приказ открыть огонь по находящимся в воде людям. Сначала англичане расстреляли тех шестерых моряков, что держались на воде возле «Никозиэна». Затем они обыскали трюм и расстреляли спрятавшихся там германских матросов.
За потопление субмарины командир получил назначенную премию — 100 фунтов.

## Последствия
Немцы сразу постарались раздуть скандал вокруг инцидента с «Баралонгом». Берлин обвинил командира корабля и команду в преднамеренном убийстве и пригрозил им в случае пленения судом военного трибунала. Лондон выразил готовность передать дело на рассмотрение нейтрального трибунала, одновременно потребовав рассмотрения дела «Арабика». На этом бумажная война заглохла.— Больных А. Г. Морские битвы Первой мировой: На океанских просторах. — М.: АСТ, 2002